# 都匀县
都匀县，中国旧县名。
清朝康熙十一年（1672年）改都匀卫置，治所在今贵州省都匀市。为都匀府治。1912年废县入府，1913年废府改县。1949年属独山专区，1952年后属都匀专区。1958年5月析县城区设都匀市，同年12月撤县并入市。1962年撤市改县，1966年复析县城区设市。1983年撤县，并入都匀市。